# Karol Horniak
Karol Horniak (* 1936) byl československý basketbalista,  mistr Československa 1956 a trenér.
V československé basketbalové lize hrál 17 sezón (1953–1971) za kluby Slovan Bratislava, Slávia VŠ Bratislava, ÚDA Praha, Iskra Trenčín, Iskra Svit. V basketbalové lize získal s ÚDA Praha titul mistra Československa (1956), s Iskrou Svit titul vicemistra (1962) a dále pětkrát 3. místo (3x se Slavia VŠ Bratislava, 2x s Iskra Svit).
S týmem Iskra Svit se zúčastnil 2 ročníků evropských klubových pohárů v basketbale. V Poháru evropských mistrů 1962 byli vyřazeni ve čtvrtfinále od CSKA Moskva, v Poháru vítězů pohárů 1970 byli vyřazení v osmifinále belgickým Standard BC Lutych.
Ve dvou sezónách (1971–1973) byl trenérem ligového týmu Iskra Svit. 

## Sportovní kariéra

### Hráč klubů
- 1953 BK Slovan Bratislava – 4. místo (1953)
- 1953–1955 – Slávia VŠ Bratislava – 3. místo (1955), 4. místo (1954)
- 1955–1956 ÚDA Praha – mistra Československa (1956)
- 1956–1957 Iskra Trenčín – 11. místo (1957)
- 1957–1959 Slávia VŠ Bratislava – 2x 3. místo (1958, 1959)
- 1959–1961 Slovan Bratislava – 2x 6. místo (1960, 1961)
- 1961–1971 Iskra Svit – vicemistr (1962), 2x 3. místo (1963, 1965), 3x 4. místo (1964, 1967, 1969) 5. místo (1966), 6. místo (1968), 8. místo (1971)
- Československá basketbalová liga celkem 17 sezón (1953–1971) a 7 medailových umístění
  - 1. místo (1956), 2. místo (1962), 5x 3. místo (1955, 1958, 1959, 1963, 1965)

### Evropské poháry klubů
- Iskra Svit
  - Pohár evropských mistrů – 1961–62 4 zápasy: osmifinále: Honvéd Budapešť, Maďarsko (75–58, 74–90, rozdílem jednoho bodu), čtvrtfinále: CSKA Moskva (57–55, 53–85)
  - Pohár vítězů pohárů (PVP) – 1969–70 2 zápasy – osmifinále: Standard BC Lutych, Belgie (72–81, 67–101)

### Trenér, pedagog a funkcionář
- 1971–1973 Iskra Svit 6. místo (1972), 11. místo (1973)